# Plac Niepodległości w Astanie
Plac Niepodległości (kaz. Тәуелсіздік алаңы, trb. Täujełsyzdyk ałangy) – główny plac w stolicy Kazachstanu, Astanie.
Powstał w 2009 roku. We wrześniu 2015 plac przekształcono w wioskę historyczną, w związku z 550 rocznicą powstania chanatu kazachskiego. Na placu organizowane są parady z okazji Dnia Obrońców Ojczyzny i Święta Konstytucji. Odbywają się tu również imprezy towarzyszące świętu Nouruz.

## Obiekty
- Pałac Pokoju i Pojednania
- Pomnik „Kazak jeły”
- Pałac Kreatywności
- Meczet Äzyret Sułtan
- Pałac Niepodległości
- Muzeum Narodowe Republiki Kazachstanu

## Galeria

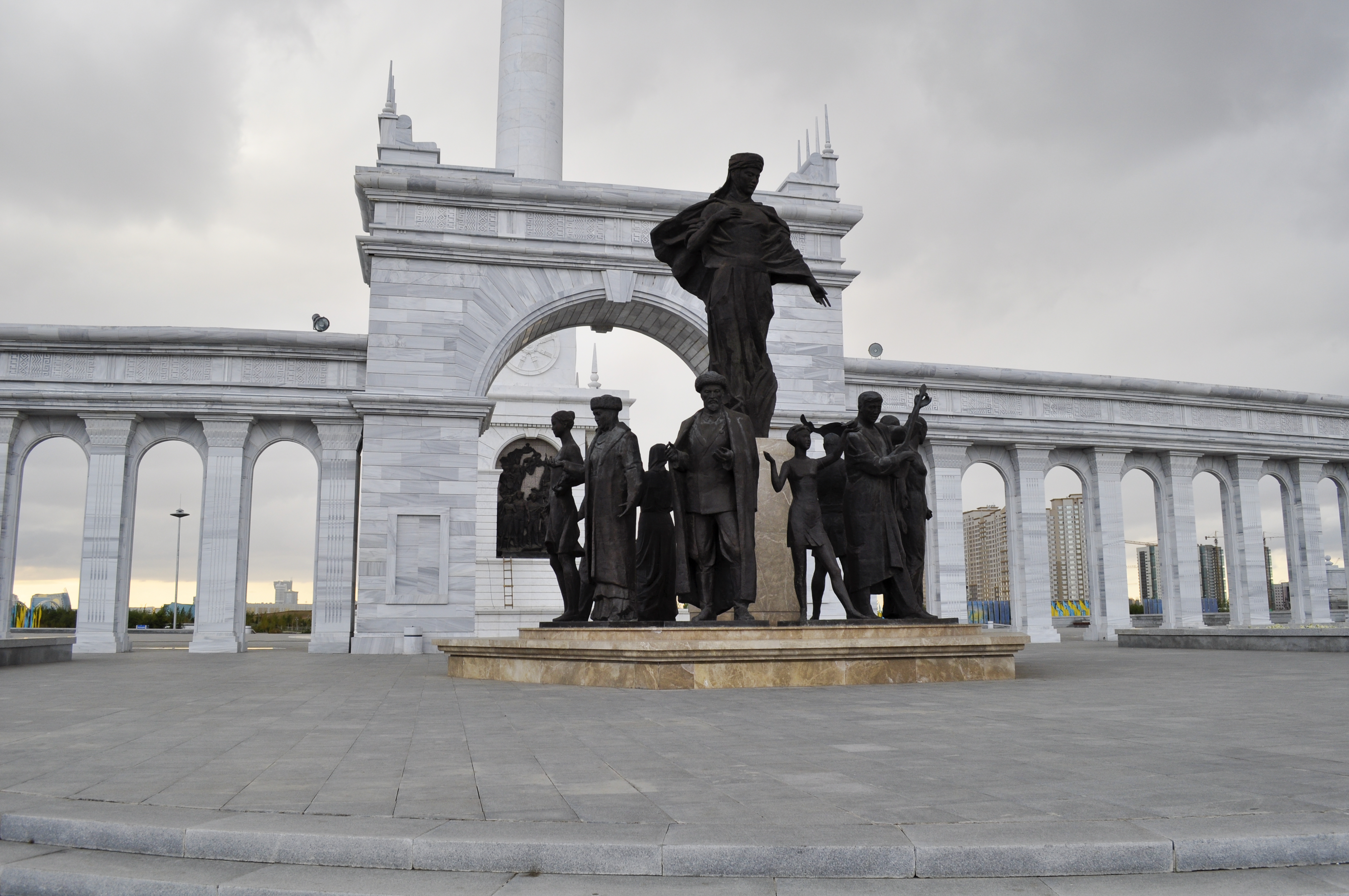
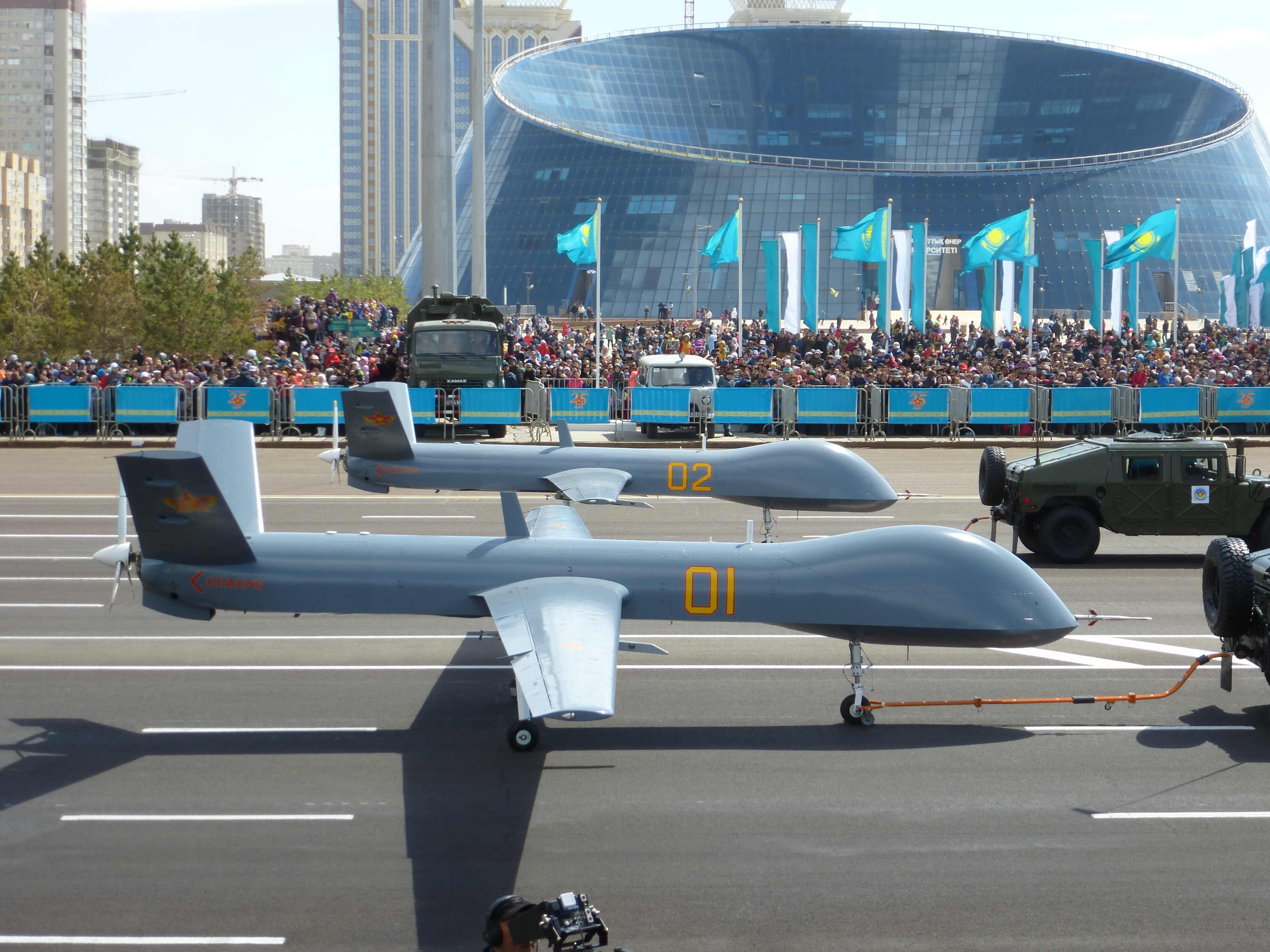
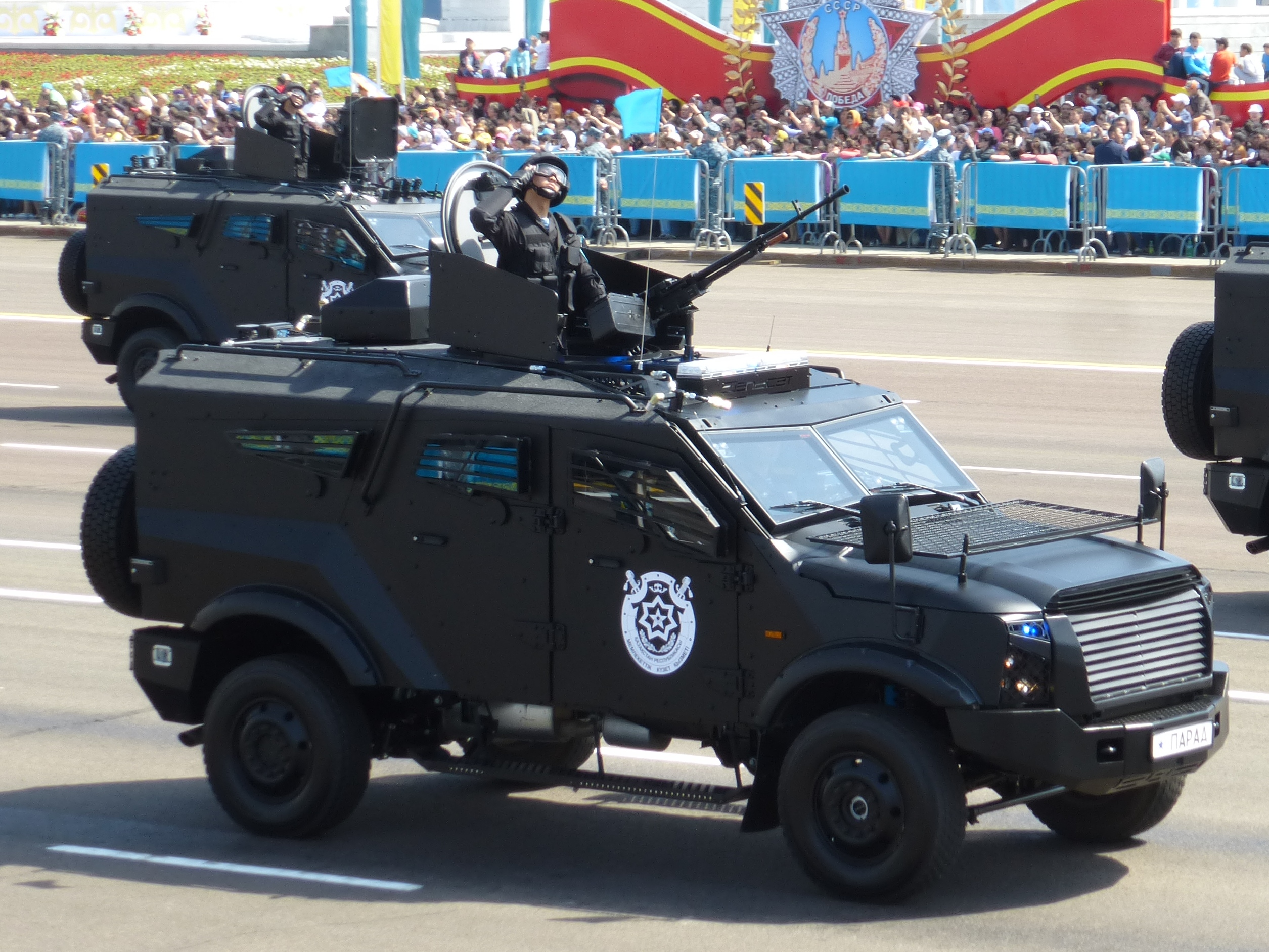
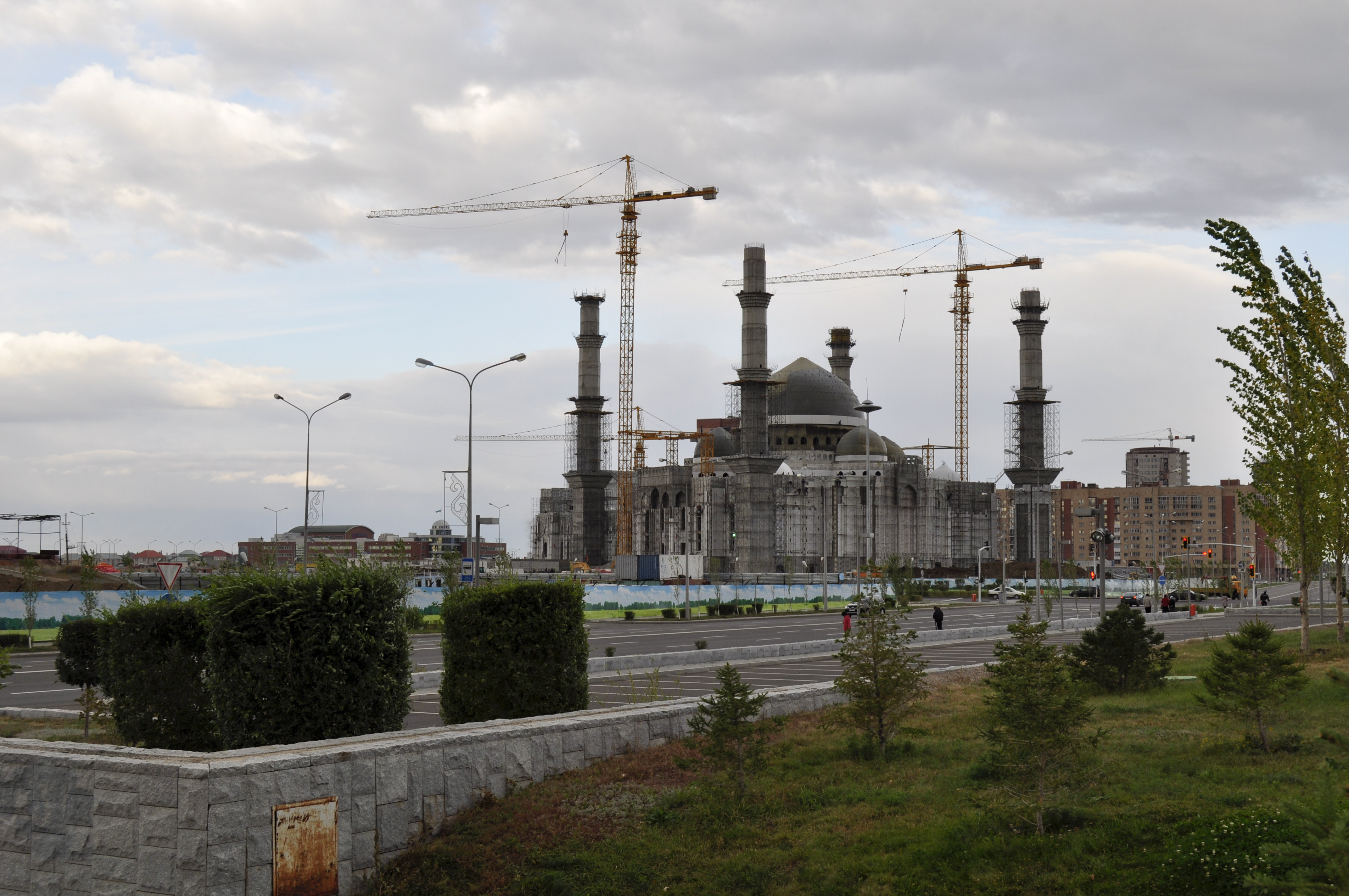